# Corneliu Zelea Codreanu
Corneliu Zelea Codreanu, narozen jako Corneliu Zelinski (13. září 1899 Huși – 11. listopadu 1938 Ilfov), známější jako Corneliu Codreanu, byl rumunský politik a zakladatel Železné gardy (původně Legie archanděla Michaela), ultranacionální, antisemitské, protimaďarské a protiromské organizace aktivní v meziválečném období.
Železná garda byla v té době největším fašistickým hnutím v Rumunském království. Inspirována byla ortodoxním učením Rumunské pravoslavné církve a následným revolučním poselstvím této nauky. Železná garda se stala významným hráčem na poli rumunské politiky a oponentem proti rumunskému vládnoucímu režimu a demokratickým silám. Legionáři (členové Železné gardy) tradičně oslovovali Codreanua jako Căpitanul ("Kapitána"), jelikož držel absolutní moc nad organizací až do své smrti. Je na seznamu 100 největších Rumunů.